# I fortunati
I fortunati (Les Veinards) è un film a episodi del 1962 diretto da Jack Pinoteau, Philippe de Broca e Jean Girault, con Louis de Funès.

## Trame degli episodi

### Le vison
- Regia: Jean Girault - Sceneggiatura: Jean Girault, Jacques Vilfrid - Dialogo: Jacques Vilfrid

Jacqueline, la domestica dell'aspirante architetto Jérôme e di sua moglie Laura, vince una pelliccia di visone in un concorso e prova gran piacere ad ostentarla davanti ai suoi datori di lavoro. Ne consegue una serie di disastri causati dalla rivalità tra le due donne. Jérôme vuole che la moglie indossi la pelliccia ad una cena con un importante contatto d'affari. Essendo riuscito a far trovare un accordo tra le due donne, Jérôme poi litiga con la moglie e finisce per dover portare Jacqueline alla cena - con conseguenze disastrose.

### Le repas gastronomique
- Regia: Jean Girault - Sceneggiatura: Jean Girault, Jacques Vilfrid - Dialogo: Jacques Vilfrid

Fortune e sfortune di Monsieur Bricheton, conviviale personaggio che ha vinto un sontuoso pranzo all'esclusivo ristorante Poularde dorée". Ma prima che possa mangiare, deve posare per i fotografi. Riuscirà mai consumare il suo pasto?

### La vedette
- Regia: Philippe de Broca - Sceneggiatura: Philippe de Broca, Daniel Boulanger - Dialogo: Daniel Boulanger - Tema musicale: Darry Cowl

Simon Taquet, un affissore di manifesti, vince una notte con la star del cinema Patricia. Ma Patricia è davvero una vedette? E Taquet raggiungerà il suo scopo? Alla fine otterrà molto più di quanto anticipato...

### Le yacht
Regia: Jean Girault - Sceneggiatura: Jean Girault, Jacques Vilfrid - Dialogo: Jacques Vilfrid
Monsieur Duchemin ha vinto uno yacht e, senza dirlo a sua moglie, si propone di andarlo a ritirare e fare un'eccitante crociera con la sua giovane segretaria, Corinne. Quando però Madame Duchemin si rende conto della fortunata vincita del marito, decide di andar a prendere lo yacht lei stessa, accompagnata dal suo bel giovane cameriere Philippe...

### Le gros lot
- Regia di Jack Pinoteau - Sceneggiatura: Jack Pinoteau, Jacques Emmanuel - Dialogo: Jacques Emmanuel

I cento milioni vinti alla lotteria dal signor Beaurepaire devono esser riscossi a Parigi, e una volta là, accompagnato dalla moglie e dalla figlia Danielle, perde la sua bella tranquillità e si crea gravi problemi. Temendo che gli rubino il denaro, ora riposto in valigia, Beaurepaire è determinato a raggiungere la banca il più in fretta possibile. L'insistenza della moglie che vuole acquistare alcuni gioielli sconvolge presto i suoi piani...

## Critica
Gran parte di questo film comico ad episodi appare alquanto datato anche per gli standard dei primi anni 1960, ed il suo nutrito cast di bravi attori è in gran parte sprecato con le sceneggiature fiacche escogitate da Jean Girault e suoi collaboratori. Solo il primo segmento del film si tiene in piedi grazie soprattutto al contributo vivace di François Perrier (un grande attore drammatico in un raro ruolo comico) e la deliziosamente frizzante Mireille Darc. "Il terzo segmento è estremamente noioso (con un Darry Cowl per niente comico) e insondabile, e può essere sicuramente sorpassato per arrivare all'episodio con il maestro dalle mille facce, Louis de Funès, che riesce a infondere una dinamica ilarità alla parte finale della pellicola, ottenendo le sospirate risate che ci si aspettavano dal film."